# Sorita
Sorita (oficialment i en castellà: Zorita del Maestrazgo), també conegut com a Sorita de Morella, és un municipi del País Valencià situat a la comarca dels Ports.

## Geografia
Està situat en una zona muntanyenca en el sector septentrional de la comarca dels Ports, ja en el límit amb la província de Terol. El terme municipal s'estén a la vall mitjana del riu Bergantes i és un territori molt muntanyós, amb altures destacades com la mola de Palanques o la serra de Millà.
Destaquen les importants pinades en les muntanyes del Racó de Binabé, obagues de Sant Pere i de Sant Marc, barrancs de la Mare de Déu i de les Canaletes, entre d'altres, que superen les 3.000 hectàrees. El clima és continental amb suaus temperatures en les nits d'estiu.
Des de Castelló de la Plana s'accedeix a aquesta localitat a través de la CV-151, prenent després la CV-10 per a accedir a la CV-132 i posteriorment es pren la CV-14. Té com a localitats limítrofes Palanques i Morella en els Ports i Aiguaviva de Bergantes ja en Terol.

## Història
Va ser un dels denominats tradicionalment llogarets de Morella per trobar-se dintre del seu terme general. Segons Escolano, Blasco I d'Alagón la va donar a poblar a Andreu de Peralta en 1233, i segons altres fonts va ser el rei Jaume I qui ho va fer el 31 de març de 1253. En el segle xiv va ser senyoriu de la família Fernàndez d'Heredia, i el 20 de desembre de 1367, Juan Fernàndez d'Heredia la va vendre als Jurats de Morella per 14.511 sous. Des de llavors es va mantenir com senyoriu d'aquesta vila i va formar part del terme general de Morella.
El seu terme, així com els termes confrontants, es va veure molt afectat durant la Guerra Civil espanyola, la qual va deixar vestigis dels cruents combats que tingueren lloc. Com a exemple, resten diverses trinxeres amb abundant munició espargida per les forestes de la comarca.

## Demografia
L'any 1646 tenia uns 425 habitants, 220 al 1735, 649 al 1850 i 1.270 al 1910. La falta de recursos econòmics ha afavorit el despoblament del poble, que des de la primera meitat de segle xx va iniciar un progressiu descens demogràfic.
| 1646 | 1735 | 1850 | 1900 | 1910 | 1990 | 1992 | 1994 | 1996 | 1998 | 2000 | 2002 | 2004 | 2006 | 2008 | 2010 | 2014 | 2020 |
| ---- | ---- | ---- | ---- | ---- | ---- | ---- | ---- | ---- | ---- | ---- | ---- | ---- | ---- | ---- | ---- | ---- | ---- |
| 425  | 220  | 649  | 1236 | 1270 | 149  | 157  | 150  | 146  | 135  | 138  | 139  | 131  | 131  | 152  | 150  | 129  | 111  |

## Alcaldia
Des de 2023 l'alcalde de Sorita és Pedro Pablo Milian Ferrer del Partit Popular (PP).
| Període                       | Alcalde o alcaldessa        | Partit polític | Data de possessió | Observacions |
| ----------------------------- | --------------------------- | -------------- | ----------------- | ------------ |
| 1979–1983                     | Manuel Milían Martí         | UCD            | 19/04/1979        | --           |
| 1983–1987                     | Manuel Milían Martí         | AP-PDP-UL-UV   | 28/05/1983        | --           |
| 1987–1991                     | Manuel Milían Martí         | AP             | 30/06/1987        | --           |
| 1991–1995                     | Manuel Milían Martí         | PP             | 15/06/1991        | --           |
| 1995–1999                     | Manuel Milían Martí         | PP             | 17/06/1995        | --           |
| 1999–2003                     | Manuel Milían Martí         | PP             | 03/07/1999        | --           |
| 2003–2007                     | Manuel Milían Martí         | PP             | 14/06/2003        | --           |
| 2007–2011                     | Manuel Milían Martí         | PP             | 16/06/2007        | --           |
| 2011–2015                     | Manuel Milían Martí         | PP             | 11/06/2011        | --           |
| 2015–2019                     | Manuel Milían Martí         | PP             | 13/06/2015        | --           |
| 2019-2023                     | Santiago Carrascull Cardona | PP             | 15/06/2019        | --           |
| Des de 2023                   | Pedro Pablo Milian Ferrer   | PP             | 17/06/2023        | --           |
| Fonts: Generalitat Valenciana |                             |                |                   |              |

## Economia
L'economia es basa principalment en la ramaderia. Hi ha principalment granges de pollastres i de porcs, però també existeixen diversos ramats d'ovelles i cabres, així com una ramaderia de caps de bestiar braus. Minoritàriament també hi ha gent que treballa en l'agricultura, amb petits horts d'ús propi. En 2014 era considerat el municipi amb la taxa d'endeutament més alta per habitant del País Valencià.

## Monuments
Religiosos

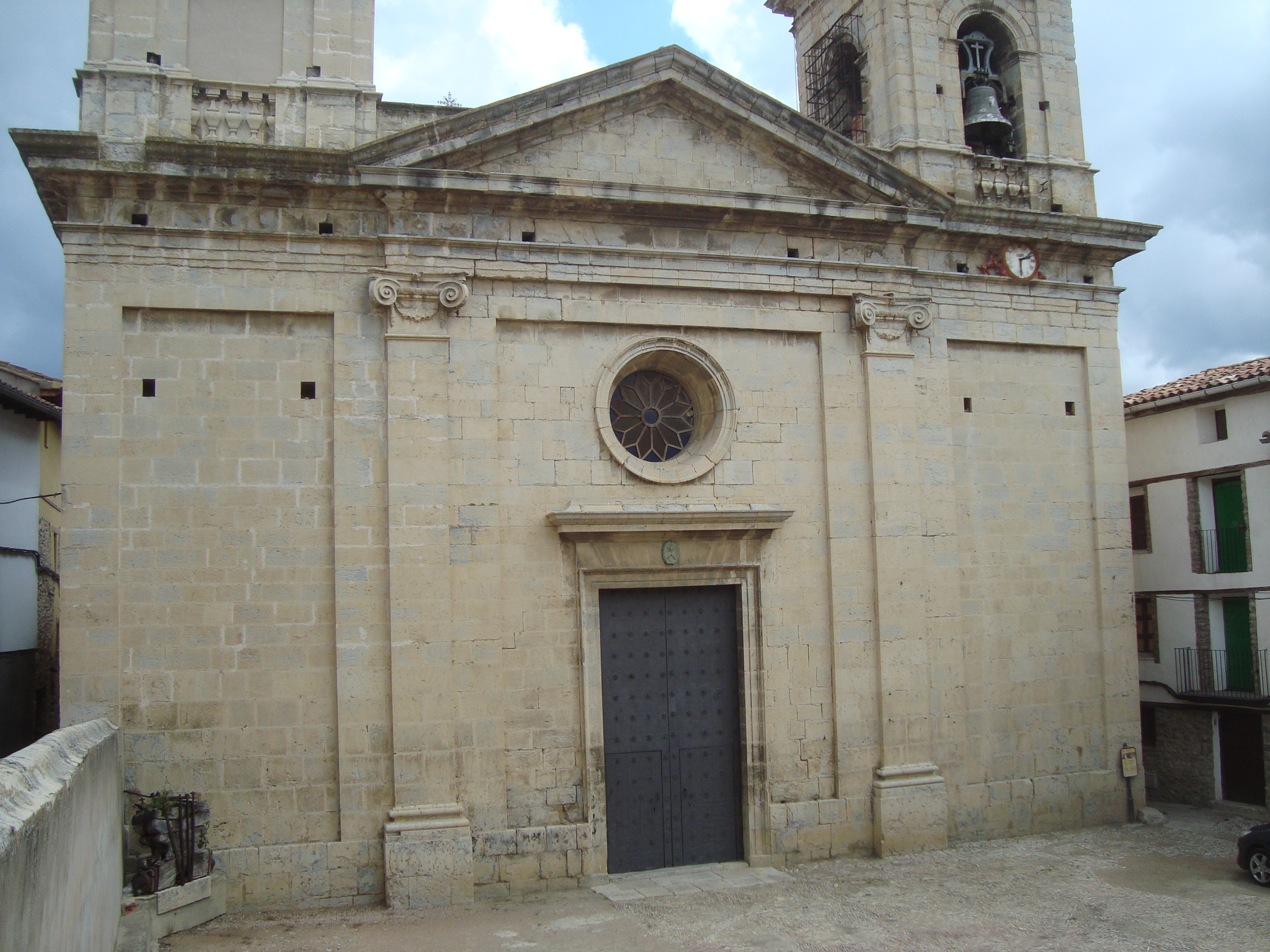
Església de l'Assumpció

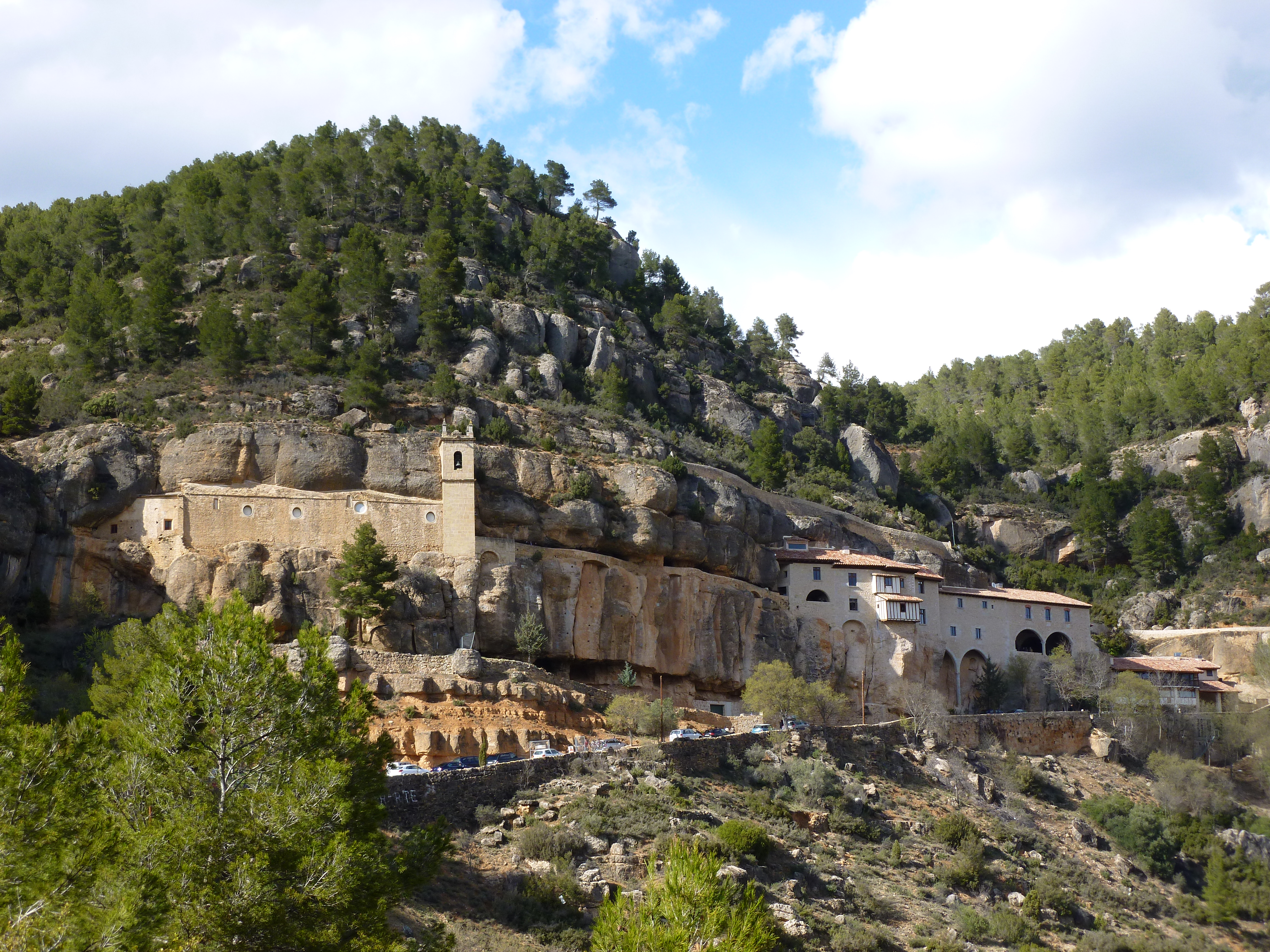
Santuari de la Balma

- Santuari-Cova de la Mare de Déu de la Balma, dedicat al culte des del segle xiv
- Església parroquial de l'Assumpció
- Creu Coberta, del segle xvii
- Ermita de Sant Antoni
- Ermita de Sant Marc

Civils
- Ajuntament
- Casa del Castell

## Llocs d'interès
- Pineda dels Bons Mossos
- Fonts calentes de la Roqueta
- Font de la Veana
- Cova del Mas de Planells
- Barranc de Marrons

## Festes locals
- Festes patronals. Se celebren a partir del 6 de setembre, dedicades a la Verge de la Balma, amb una escenografia gairebé medieval, on s'interpreta una escena de lluita entre un Àngel i el Dimoni. A més, es ballen danses tradicionals.
- Sant Antoni. El 17 de gener se celebra amb una gran foguera en la plaça de l'església.[4]
- Ha acollit l'Aplec dels Ports en tres ocasions, els anys 1986, 1996 i 2014.

## Personatges destacats
- Joaquim Salvador i Benedicto (Sorita, 1827 - L'Anglesola, 1896), farmacèutic i botànic.
- Enric Mampel i Martí (Sorita, 1893 - Garges-lès-Gonesse, França, 1979), militant anarcosindicalista i conseller municipal de Sabadell.
- Abelard Rigual i Magallón (Sorita, 1918 - 2009), botànic, farmecèutic, naturalista i professor.